# Foulehaio taviunensis
El mielero de Taveuni (Foulehaio taviunensis) es una especie de ave paseriforme de la familia Meliphagidae endémica de las islas Taveuni y Vanua Levu.  Anteriormente se consideraba conespecífico del mielero foulehaio y el mielero kikau.

## Distribución y hábitat
La especie es endémica de dos islas del norte de Fiyi, Taveuni y Vanua Levu. Su hábitat natural son los bosques húmedos tropicales y los manglares isleños.